# Nuno Isidro Nunes Cordeiro
Nuno Isidro Nunes Cordeiro (ur. 8 września 1964 w Torres Vedras) – portugalski duchowny rzymskokatolicki, biskup pomocniczy Patriarchatu Lizbony od 2024.

## Życiorys
Święcenia kapłańskie otrzymał 1 lipca 1990 i został inkardynowany do Patriarchatu Lizbony. Przez kilka lat pracował jako duszpasterz parafialny. Od 1998 był ojcem duchownym w lizbońskich seminariach. W 2011 został także wikariuszem generalnym patriarchatu.
14 czerwca 2024 papież Franciszek mianował go biskupem pomocniczym Lizbony, ze stolicą tytularną Sebarga.
21 lipca 2024 otrzymał święcenia biskupie w  Klasztorze Hieronimitów w Lizbonie. Udzielił mu ich patriarcha Lizbony, arcybiskup Rui Valério. Jako dewizę biskupią przyjął słowa Gratis accepistis, gratis date (Darmo otrzymaliście, darmo dawajcie) (Mt 10,18).